# (37991) 1998 KZ5
1998 KZ5 (asteroide 37991) é um asteroide da cintura principal. Possui uma excentricidade de 0.26455270 e uma inclinação de 2.55604º.
Este asteroide foi descoberto no dia 24 de maio de 1998 por Spacewatch em Kitt Peak.